# Héctor Scarone
Héctor Pedro Scarone Beretta (26. listopadu 1898 – 4. dubna 1967) byl uruguayský fotbalista.
Hrával na pozici útočníka. S uruguayskou fotbalovou reprezentací vyhrál první mistrovství světa roku 1930 (Scarone v all-stars týmu turnaje) a také fotbalový turnaj olympijských her v letech 1924 a 1928, tedy v době, kdy šlo o nejuznávanější mezinárodní fotbalovou soutěž světa. Čtyři zlaté medaile má též z mistrovství Jižní Ameriky (1917, 1923, 1924, 1926). Celkem za národní tým odehrál 52 utkání, v nichž vstřelil 31 gólů. S Nacionalem Montevideo se stal osmkrát uruguayským mistrem (1916, 1917, 1919,1920, 1922, 1923, 1924, 1934). Po skončení hráčské kariéry se krátce pokoušel o trenérskou dráhu, v letech 1951–1952 například vedl Real Madrid.